# Из мрака (фильм, 1915)
«Из мрака» (англ. Out of the Darkness, фр. Vers la lumière, 1915 год) — художественный фильм Джорджа Мелфорда 1915 года, снятый во время обострения забастовок рабочих в США. Премьера фильма состоялась в США 9 сентября 1915 года, во Франции — 23 апреля 1920 года. Сценарий к фильму написал Гектор Тернбулл по собственному роману «Откровение».

## Сюжет
Хелен Скотт получает в наследство от своего отца процветающий консервный завод, и оставляет все права на него за своим дядей. Во время плавания яхта Хелен сталкивается со шхуной. Капитан шхуны спасает её, но Хелен от удара потеряла память. Бездомная и нищая, она принимает предложение от Дженни, дочери капитана, работать на консервном заводе. Директор завода, Харви Брукс, начинает за ней ухаживать. Хелен же защищает Брукса от обвинений рабочих в мошенничестве. Рабочие устроили забастовку, связали Харви и подожгли офис, где он находился. Хелен спасает Харви, а он вытаскивает её из огня. Внезапно к Хелен возвращается память, и она рассказывает Харви, кем на самом деле является. Хелен обещает улучшить условия труда рабочих.

## Художественные особенности
- Фильм «разоблачил нечеловеческие условия труда на консервных заводах Запада»[1].

## В ролях
- Шарлотта Уокер — Хелен Скотт
- Томас Миган[англ.] — Харви Брукс
- Марджори Доу — Дженни Сэндс
- Хэл Клементс — Джон Скотт
- Том Форман — Том Джеймсон
- Лойола О'Коннор[англ.] — миссис Сэндс